# Hercules (Radical Comics)
Hercules è un personaggio della Radical Comics, apparso in due miniserie: Hercules: The Thracian Wars e Hercules: The Knives of Kush, entrambe scritte da Steve Moore. Lo "Hercules" ritratto sulla copertina del primo numero fu realizzato anche in bronzo massiccio, divenendo il primo prodotto commercializzato dalla linea Radical Toyz. Il compito di dar vita al personaggio di punta della casa editrice venne affidato allo scultore Chris Ingram.

## Hercules: The Thracian Wars
La storia si svolge nella barbara Tracia, nel nord della Grecia. Hercules e i suoi compagni vengono assunti dal re della Tracia, Cotys, per trasformare i soldati traci in un esercito che eccelle in spietatezza.

## Hercules:The Knives of Kush
Dopo la loro partenza dalla Tracia, Hercules e i suoi compagni si recano in Egitto dove vengono coinvolti nella guerra civile tra Seti II e Amenmesse.

## Film
La Paramount e la MGM produssero un adattamento cinematografico della breve saga di Moore, sotto la direzione del regista Brett Ratner, con il ruolo principale interpretato da Dwayne "The Rock" Johnson.